# Plecoptera stuhlmanni
Plecoptera stuhlmanni is een vlinder uit de familie spinneruilen (Erebidae). De wetenschappelijke naam is voor het eerst geldig gepubliceerd in 1893 door Pagenstecher.
De soort komt voor in tropisch Afrika.